# Tales of Vesperia
Tales of Vesperia (テイルズ オブ ヴェスペリア Teiruzu obu Vesuperia?) es el décimo título de la serie de videojuegos Tales of. Fue desarrollado por Namco Tales Studio y publicado por Namco Bandai Games. Es un juego para las consolas Xbox 360 y PlayStation 3 (este último solo disponible en Asia). El juego se anunció el 22 de diciembre, y se lanzó el 7 de agosto de 2008 en Asia y el 27 de agosto de 2008 en Norteamérica. Y en Europa, salió a la venta el 26 de junio de 2009. Los personajes del juego han sido diseñados por Kōsuke Fujishima, el director jefe y productor es Higuchi Yoshito (que anteriormente trabajó en Tales of Symphonia y Tales of the Abyss) y las secuencias de animación fueron realizadas por Production I.G.
En abril de 2009 se reconfirmo la salida de este videojuego de rol para PlayStation 3, dado que la versión de Xbox 360 contaba con una exclusividad temporal. La versión de la consola de Sony tiene algunos agregados extras, como por ejemplo un nuevo personaje llamado Patty Fleur, una pequeña chica pirata, y también que Flynn Scifo, caballero imperial y amigo de Yuri, sea un personaje totalmente jugable, al contrario de la versión de Xbox, que solo contó con este personaje una vez en el juego. También se confirmó la aparición de nuevos trajes para los 9 personajes jugables del juego. Sin embargo la versión de PlayStation 3 esta completamente en japonés, a diferencia de la versión de Xbox 360 que está en inglés. No obstante, el grupo de Tales Translations, un grupo de fanes dedicados al Rom Hacking, tradujo el juego al español en su versión de Xbox 360 cuando la versión europea del juego salió ya que no contaba con la traducción oficial en Español. También hay que remarcar que la versión de PS3 también fue traducida pero al inglés.
Una película de animación que hace la función de precuela de la historia principal del juego que lleva por título, Tales of Vesperia ~The First Strike~ (テイルズ オブ ヴェスペリア 〜The First Strike〜 Teiruzu Obu Vesuperia ~The First Strike~?) fue estrenada en Japón el 3 de octubre de 2009.

## Juego

### Sistema de batalla
El sistema de Batalla de Tales of Vesperia es una evolución del de Tales of the Abyss, llamado EFR-LMBS (Evolved Flex-Range Linear Motion Battle System/Sistema de movimiento en batallas de rango flexible mejorado). Al igual que en los últimos juegos de la saga Tales of los personajes pueden moverse libremente por todo el campo de batalla para luchar contra sus enemigos en tiempo real.
El sistema de aprendizaje de habilidades cambió radicalmente a comparación de Tales of the Abyss. Ya que ahora, las armas contarán con una serie de habilidades especiales las cuales iremos aprendiendo a medida que derrotemos enemigos y ganemos PA/LP (puntos de Aprendizaje o Learning Points en inglés). Cuando hayamos adquirido la habilidad en cuestión, esta habilidad pasará a ser habilidad permanente del personaje y podremos equiparnos esta habilidad sin depender de un arma a cambio de los puntos de habilidad que dispongamos. Hay cuatro tipos de habilidad: Ataque, Defensa, Soporte y Movimiento con la cual podremos hacer a nuestro personaje más poderoso según el acomodo que le pongamos. Los puntos de habilidad se adquieren conforme subamos nivel.
Un aspecto añadido es el sistema "Link Encounter". Esto es; si vas a comenzar una pelea contra un enemigo y si hay otro cerca, ambos se unirán contra ti aumentando la dificultad del encuentro. 
Algo que regresa de juegos anteriores son los "Encuentros sorpresa"; al igual que en Tales of the Abyss los encuentros sorpresa (que ocurren cuando un enemigo nos ataca por la espalda) reorganizarán el grupo cuando se entra en batalla alterando las formaciones y cambiando los personajes del equipo. 
Tales of Vesperia también hace uso de las "Secret Missions"; tareas o desafíos especiales los cuales son activados durante batallas contra ciertos jefes de juego una vez que hayas realizado la misión específica. Estas misiones son también logros que aumentarán la puntuación en tu Gamertag.
También vuelve el "Overlimit". Similar al de Tales of the Abyss, puede lanzarse en 4 niveles distintos de fuerza. Otra nueva característica es "Burst Artes", realiza ataques de gran alcance mientras estás en overlimit, y realizas un arte arcano o un hechizo. Dependiendo del nivel de Overlimit, la cantidad de tiempo aumenta, lo que permite a los jugadores añadir más combos. Al igual que con anteriores juegos de Tales of, los personajes son capaces de extraer el poderoso hi-ougi. Los personajes también tienen "Golpe Fatal", ataques capaces de derrotar a sus enemigos con un golpe. Los ataques se realizan a través de una serie de combinaciones de botones.

### Rasgos que se repiten
Como en anteriores entregas, en Tales of Vesperia destaca una arena donde el jugador puede combatir contra enemigos para obtener premios. Al principio solo puedes acceder al "30 melee", "50 melee" y "80 melee". Posteriormente podrás desbloquear el "100 melee y el "200 melee". Dependiendo del rango que elijas será la cantidad de monstruos que deberás derrotar. Personajes de otros Tales of se hacen presentes en la arena y una vez desbloqueado el "200 melee" podrás luchar contra ellos, los cuales son: 
- Dhaos, el jefe final de Tales of Phantasia que aquí se llama Time Traveller
- Shizell, de Tales of Eternia que aquí fue nombrada Sorrowful Queen of Darkness
- Barbatos, de Tales of Destiny 2 el cual fue nombrado Killer of Heroes
- Kratos Aurion, personaje jugable de Tales of Symphonia que aquí es llamado Traitor to Heaven por el papel que desempeñó al final de Tales of Symphonia. También aparece en el "Labyrinth of Memories" como jefe final, y después de Radiant Winged One, es el jefe más fuerte de todo el juego.

Tales of Vesperia también incluye trajes para los personajes, los cuales dependen de los distintos títulos que han obtenido a lo largo del juego. A diferencia de Tales of Symphonia los trajes no hacen más que cambiar el aspecto del personaje.

### Hi-ougis
También llamadas "Mystic Artes". Son movimientos únicos y poderosos de cada personaje, en este juego sólo pueden ser activadas equipando la habilidad "Especial" y sosteniendo "B" mientras realizas un Arcane Art durante un Overlimit nivel tres o cuatro. 
- Yuri Lowell puede usar Savage Wolf Fury y Brilliant Overlord
- Estellise Sidos Heurassein (Estelle) puede usar Sacred Penance y Ultimate Elements
- Repede puede usar Slash!
- Karol Capel puede usar Overlord Reign Impact
- Rita Mordio puede usar Ancient Catastrophe e Indignation
- Raven puede usar Blast Heart
- Judith puede usar Radiant Moonlight
- Patty Fleur puede usar Summon Friends
- Flynn Scifo puede usar Radiant Dragon Fang

## Historia

### Introducción
La historia de Tales of Vesperia se lleva a cabo en el planeta de Terca Lumireis. La gente de Terca Lumireis han llegado a confiar en el "blastia", una antigua tecnología con una amplia gama de capacidades, tales como el suministro de agua, la alimentación de los buques, o la creación de barreras en torno a las principales ciudades y pueblos para protegerlos de los monstruos. Los Caballeros Imperiales y los Guild Members, principales estados de Terca Lumireis usan unos brazaletes especiales llamados "bodhi blastia" para mejorar sus capacidades en el combate. El blastia se crea a partir de una energía llamada "aer", la cual alimenta estos aparatos y ayuda al portador, pero puede ser mortal para los seres humanos en grandes concentraciones y si no se concentra en el "blastia".

### Argumento
En una tranquila tarde en la ciudad imperial de Zaphias, un extraño roba el núcleo de "blastia" de la fuente principal en los barrios bajos (o Lower quarter), esto provoca que el sistema de suministro de agua se salga de control y amenace con inundar el barrio. Es entonces que Yuri, un chico local, decide buscar a Mordio, el encargado de administrar este lugar en su mansión, ubicada en la zona más exclusiva y lujosa de Zaphias.
Yuri junto con su fiel amigo canino Repede tratan de interrogarlo, pero este escapa y Yuri es hecho prisionero en el calabozo del castillo. Después de escapar, se encuentra con una misteriosa doncella llamada Estelle, que busca desesperadamente a Flynn, el mejor amigo de Yuri. Junto con su mascota, Yuri y Estelle dejan la seguridad del campo de fuerza de Zaphias para buscar tanto a Flynn como al ladrón en cuestión. Durante el viaje, el trío conoce a Karol, un niño perteneciente a un gremio llamado Las espadas Cazadoras (the Hunting Blades en inglés); Rita, una excéntrica investigadora de las propiedades del Blastia que comienza a tener una especial fijación por Estelle; Raven, un miembro de alto rango de un gremio de alta importancia; y finalmente a Judith, una mujer Krytiana que busca destruir el Blastia ya que es la única que sabe los secretos detrás de esta tecnología. El grupo logra evitar las maquinaciones de un malvado líder de un gremio llamado Barbos, recupera el núcleo de Blastia robado y Yuri le dice a Flynn de sus intenciones de formar un gremio junto a Karol llamado posteriormente Brave Vesperia.
Poco después, Estelle es atacada por un monstruo llamado Phaeroh quien la llama "el veneno del mundo". A lo que el grupo decide averiguar el significado de sus palabras. No mucho tiempo pasaría para que descubrieran que Estelle es una joven descendiente de la raza llamada Hijos de la luna llena ya que su cuerpo, a diferencia de los demás seres vivientes que requieren el blastia para poder convertir el Aer en magia pura, es capaz de generar ingentes cantidades de Aer. Este método de conversión es tan eficiente como peligroso ya que amenaza con acabar con todas las reservas de Aer del mundo y despertar a una amenaza latente en Terca Lumireis: una criatura colosal llamada Adephagos que se alimenta de Aer y pretende convertir a todos los seres vivientes del planeta en Aer puro para alimentarse. 
Yuri, al darse cuenta de que el grado de corrupción es tan grande dentro del Imperio que ni el ejército puede hacer algo para evitarlo, decide romper las reglas y tomarse la justicia en su mano al asesinar personalmente a Ragou, el conspirador detrás de los planes de Barbos y finalmente a Cumore quien usaba su posición dentro del ejército imperial para cometer toda clase de atrocidades.
Estelle es posteriormente raptada por Raven, quien luego se revela como el caballero Imperial Schwann Oltorain quien debió morir durante la gran guerra. El comandante Alexei, dirigente máximo de los caballeros del Imperio, resulta ser la mente maestra detrás de los planes de Barbos para poder crear una copia idéntica de la espada legendaria Dein Nomos, un artefacto muy poderoso que puede manipular el Aer, el cual pertenece a la Familia real y que sirve como la llave para abrir una poderosa arma llamada El santuario perpetuo de Zaude. Duke, un veterano de la gran guerra, acepta ayudar a Yuri y a su equipo entregándoles la espada verdadera. Mientras buscan a Estelle, el grupo se enfrenta de nuevo con Schwann a quien vencen, pero Schwann, ya arrepentido de sus actos, decide sacrificar su vida para proteger al grupo de una trampa tendida por Alexei permitiéndoles perseguir a su comandante. Schwann sobrevive gracias a sus subordinados y decidido a dejar su antigua vida detrás, decide regresar al grupo de Yuri como miembro permanente y retomando su nombre actual, Raven. 
Alexei toma el control de las habilidades manipulativas del Aer de Estelle y consigue activar a Zaude con ayuda de la Dein Nomos falsificada, pero Yuri logra rescatar a Estelle y descubren que Alexei pretende recrear el mundo  a su manera usando esta arma, ya que este es consciente del peligro que implica el uso de Blastia. Aunque Alexei consigue reactivar a Zaude, es muy tarde para descubrir que el Zaude no era un arma sino una barrera muy poderosa que impedía que la criatura conocida como Adephagos pudiera entrar a Terca Lumireis y destruirlo. Alexei muere luego de descubrir lo fatal de su error.
Mas tarde, Rita investiga la manera de detener al monstruo Adephagos y descubre un método para transformar el Apatheia, el Aer que se encuentra cristalizado y que también se usa para formar los núcleos de Blastia, en espíritus que pueden transformar el Aer en una sustancia llamada maná, la cual es mucho más segura y estable. Rita cree que convirtiendo a los núcleos de Blastia que hay en el mundo en espíritus será suficiente para potenciar un arma de su invención con la cual cree, podrá destruir el Adephagos, pero como consecuencia el mundo quedará en un estado irreversible sin Blastia que lo sustente. Entendiendo que tal acto puede llevar a que el planeta sufra tal consecuencia, Rita y sus amigos convencen a los líderes del Imperio y a los líderes de los gremios para que preparen a Terca Lumireis para vivir una vida sin depender del Blastia.
Entretanto, Flynn -recientemente ascendido a Comandante de avanzada- confronta a Yuri por los crímenes cometidos anteriormente y su disposición de dejar que el propio Flynn se lleve todo el reconocimiento por sus logros. Ambos terminan peleando entre sí para dejar en claro lo que piensan. Al final, la pelea termina para bien cuando Yuri le dice que su vida como un delincuente en las sombras es lo que necesita el mundo para que no haya tantas injusticias y que Flynn es el líder que el mundo necesita ahora más que nunca. Flynn le dice a Yuri que aceptará lo que dice pero, mientras siga cometiendo más delitos, será él quien le ponga un alto a sus acciones.
Brave Vesperia recibe el beneplácito de los líderes del mundo para llevar a cabo su plan, pero infortunadamente, Duke -quien ha perdido toda la esperanza en la raza humana- ha decidido sacrificar a la humanidad y a sí mismo al activar una ciudad-arma antigua que se localiza cerca de Aspio llamada Tarqaron, con la que busca destruir al Adephagos usándose a sí mismo y a la raza humana como combustible para activar la poderosa arma. Brave Vesperia se enfrenta con él en lo alto de la ciudad flotante, pero ninguno de ellos llega a una conclusión definitiva para poner fin a sus diferencias por lo que deciden luchar entre sí. Yuri logra convencer a Duke tras una ardua lucha de que el mundo con tal de salvarse, está dispuesto a sacrificar el blastia. Con la ayuda de Duke y todos los núcleos de Blastia transformados en espíritus, Yuri crea una espada de tamaño colosal que le permite destruir finalmente al Adephagos y convertirlo en espíritus los cuales revitalizarán al mundo. Duke desaparece sin dejar rastro mientras el grupo se dedica a celebrar su victoria.

## Personajes

### Yuri Lowell
- Edad: 21
- Género: Masculino
- Altura: 180cm
- Voz Japonés: Kosuke Toriumi

Yuri es el protagonista principal de la historia. Yuri es un muchacho huérfano que creció en los barrios bajos de Zaphias. Él y Flynn soñaron con ser Caballeros Imperiales para así cambiar el sistema y traer justicia al imperio, pero después de tres meses en servicio Yuri decidió desertar, pues no es alguien que guste de seguir órdenes, además de descubrir la corrupción que rodeaba al ejército imperial. Yuri trata de cargar con todos los problemas de la gente oprimida o en problemas, y no dudará en prestar su espada a cualquiera que lo necesite, lo que provoca, que en un mundo sumido en la corrupción, se tome la justicia por su mano e incluso traiciona el juramento de cambiar la ley y la justicia que hicieron él y su amigo de la infancia Flynn cuando se unieron a los caballeros imperiales. Pese al camino de un criminal que escoge yuri, sus actos de justicia llegan a afectar del modo de que salva a mucha más personas de las que mata por su propia mano.

### Repede
Repede es el eterno compañero de Yuri, un perro inteligente con viejas heridas de batalla. Lleva una pipa como un recuerdo de un antiguo maestro. En parte se considera a sí mismo como un humano más que como un perro, razón por la cual ataca usando accesorios y armas como los humanos.

### Estellise Sidos Heurassein (Estelle)
- Edad: 18 años
- Género: Femenino
- Altura: 165cm
- Voz Japonés: Mai Nakahara

Estelle guarda muchos secretos en la historia. Aparece al principio como una doncella que cura a los soldados heridos, pero es en una noche durante un motín en el castillo de Zapias que cambiará su vida para siempre al encontrarse con Yuri. Estelle es en verdad la princesa y heredera al trono del Imperio, por lo que jamás había salido al mundo exterior. Por consiguiente, ella es muy ingenua e inocente. Estelle también es lo que los Entelexeia llaman "Child of the Full Moon", el veneno de este mundo que amenaza con sacar de balance el "aer" y poner a todos en un peligro de proporciones inimaginables.

### Rita Mordio
- Edad: 15 años
- Género: Femenino
- Altura: 158 cm
- Voz Japonés: Rika Morinaga

Rita es una investigadora joven, ingeniosa y excéntrica, pero al parecer infame. Ella es nacida y criada en Aspio, una ciudad de sabios. Ella tiene un fuerte temperamento  sin vacilar, ejecutará con su magia a cualquier delincuente si este la provoca. Ella suele proteger a  Estelle.

### Karol Capel
- Edad: 13 años
- Género: Masculino
- Altura: 135cm
- Voz Japonés: Kumiko Watanabe

Karol es un chico joven e impaciente. Nació y se crio en Dahngrest, ciudad controlada completamente por los "Guild members". Él ha estado en casi todos los gremios, pero fue expulsado debido a su cobardía, pero es en un momento de la historia donde deberá demostrar su valor salvando a sus amigos.
Karol fue el que fundó el pequeño gremio "Brave Vesperia", de la cual Yuri, Repede y Judith son miembros.

### Raven
- Edad: 35 años
- Género: Masculino
- Altura: 170cm
- Voz Japonés: Eiji Takemoto

Raven es un personaje misterioso y relajado, que parece saber más de lo que hace creer. Frecuentemente hace que el grupo se ponga en su contra debido a sus comentarios irreverentes y seductores (especialmente hacia Judith). Al ser el mayor del grupo es llamado "Viejo", lo cual parece no molestarle.El también es el Capitán Schwann, un importante caballero que debió morir hace 10 años en la gran guerra y que se mantiene vivo gracias a la ingeniería de blastia y a la propia fuerza del ser humano.

### Judith
- Edad: 19 años
- Género: Femenino
- Altura: 175cm
- Voz Japonés: Aya Hisakawa

Judith es un miembro de la tribu Krityan. Ella tiene el conocimiento de los peligros del blastia e intenta destruirlos. Al principio de la historia viste un extraño traje que la cubre por completo, además monta un dragón llamado Ba'ul que en realidad es un Entelexeia, las bestias sagradas que mantienen el equilibrio del "aer" en el mundo.

### Flynn Scifo
- Edad: 21 años
- Género: Masculino
- Altura: 180 cm
- Voz Japonés: Mamoru Miyano

Flynn es un amigo de la infancia de Yuri y es amigo de Estelle. Se incorporó a los Caballeros Imperiales al mismo tiempo que Yuri cuando eran más jóvenes con el propósito de hacer un mundo diferente pero, a diferencia de Yuri, él siguió en el ejército y consiguió subir de rango. No es exactamente un personaje jugable (de hecho solo podemos jugar con él una sola vez en el juego), pero a menudo ayuda en momentos de la historia. En la versión de PS3, Flynn se une por completo en el equipo siendo un personaje jugable.

### Patty Fleur
- Edad:14 años
- Género:Femenino
- Altura:141 cm
- Voz Japonés:Chiwa Saito

Patty únicamente aparece en la versión para PlayStation 3 como personaje jugable. Es una niña pirata y temeraria qué nunca se da cuenta de la magnitud de las catástrofes. Se une al grupo durante la escena en la playa. Su Mystic Arte se ve en un giro de un casino donde ella corre. Ella está en una especie de categoría qué, por suerte, tiene distintos atributos (cura, ataque, defensa, etc.)
Sus armas son un revólver de pirata y un puñal, debido a sus orígenes de pirata. Se hizo pirata en busca de amor y un misterioso Tesoro.

### Antagonistas
- Clint (クリント, Kurinto)

Género: Masculino

Japón voz: Yuji Takada

Clint es el líder del gremio "Hunting Blades", cuyos miembros han sido víctimas de ataques por parte de monstruos. Es un hombre fuerte e inexpresivo cuyo único fin es eliminar a todos los monstruos de este mundo que el considera una amenaza para la humanidad. Sus seguidores más fuertes son Nan y Tison, quienes comparten sus mismos ideales.
- Tison (ティソン, Tison)

Género: Masculino

Japón voz: Ryuuzou Hasuike

Segundo al mando de los "Hunting Blades". Tison es un encapuchado bastante ágil y alocado cuya habilidad es el combate cuerpo a cuerpo
- Nan (ナン, Nan)

Género: Femenino

Japón voz: Saeko Chiba

La tercera al mando de los "Hunting Blades". Nan es una ágil peleadora que carga con una espada circular para ejecutar ataques tipo "tornado". Ella fue la que invitó a Karol a ingresar a las filas de los "Hunting Blades", por lo que ella es muy importante para este último. Sus padres fueron aniquilados por monstruos, principal razón por la que se une a este gremio
- Yeager (イエガー, Iegā)

Género: Masculino

Japón voz: Mitsuo Iwata

Yeager es el líder del gremio "Leviathan's Claw" cuyos miembros más importantes son el y sus dos féminas compinches: Droite y Gauche. Yeager es uno de los cabecillas que planean derrocar a los gremios y el imperio, aunque sus intereses van más allá. El y Raven tienen mucho en común, así como compartir un triángulo amoroso con alguien caído hace 10 años en la guerra.
- Gauche (ゴーシュ, Gōshu)

Género: Femenino

Japón voz: N / C

Su nombre significa "izquierda" en francés, y junto con Droite, una de las principales miembros de los "Leviathan's Claw". Ambas eran huérfanas hasta que Yeager las encontró y decidió admitirlas en su gremio. Es una chica pelirroja vestida de colegiala que carga con una espada roja como la sangre. 
- Droite (ドロワット, Dorowatto)

Género: Femenino

Japón voz: N / C

Su nombre significa "derecha" en francés, y al igual que Gauche, fue encontrada por Yeager. Es una chica de pelo verde con coletas cuya vestimenta es igual a la de Gauche, con algunas pequeñas diferencias. Su espada es de color verde.
- Zagi (ザギ, Zagi)

Género: Masculino

Japón voz: Akio Suyama

Zagi fue el que atacó, junto con miembros del "Leviathan's Claw", el castillo de Zaphias al principio de la historia. Es un demente cuya arma es una espada que maniobra con gran agilidad. Su única motivación es el combate, por lo que nuestros héroes se toparán con él en varias ocasiones. Son sus constantes derrotas (especialmente con yuri) lo que lo hace usar blastia para mejorar sus habilidades a tal grado de modificarlo superficialmente y encontrar su fin sin haber completado su objetivo.
- Alexei (アレクセイ, Arekusei)

Género: Masculino

Japón voz: Jūrōta Kosugi

La mente principal de todo el argumento. Alexei es un hombre de buen porte con cabello plateado cuyas habilidades le han dado gran renombre en todo Terca Lumireis. Es el comandante de todos los ejércitos imperiales, por lo que su influencia es tal que incluso varios lo seguirán ciegamente. Alexei lleva a cabo un plan para solucionar el problema con el aer en todo el mundo, plan que involucra a varios gremios y algunos miembros del imperio, en especial Raven y yeager; pero serán sus ambiciones lo que provocarán una catástrofe peor de la que intentaba arreglar. El poderoso comandante conocerá su fin lamentándose por lo que hizo.
- Duke (デューク, Dyūku)

Género: Masculino

Japón voz: Rikiya Koyama

Duke es un hombre de ojos rojos y cabello largo color blanco con una vestimenta extraña similar a la de un general del imperio. Es un personaje misterioso cuyas apariciones se topan constantemente con nuestros héroes. Viaja por todo el mundo tratando de solucionar el desequilibrio de los "Aer Krane", ayudado por los Entelexeia y cargando la pérdida espada legendaria de Zaphias: Dein Nomos. Duke y su gran amigo Elucifer, rey de los Entelexeia, fueron héroes de la guerra acaecida hace 10 años entre el imperio, los Gremios y los Entelexeia. Después de su victoria, los humanos temieron del poder de Elucifer, por lo que decidieron matarlo, acabando de paso con la confianza de Duke por la humanidad. Las acciones de Duke tratan de hacer realidad el sueño de su fiel amigo, pero será al final en el que su lealtad será puesta a prueba luego de revivir la antigua ciudad de Tarqaron y destruir al "Adephagos" a su propio criterio, aunque eso signifique ir en contra de los ideales de su amigo y provocar la extinción del ser humano

## Contenido adicional para PlayStation 3
- Flynn como personaje jugable
- Nuevo personaje jugable, una niña pirata llamada Patty Fleur
- Nueva Cutscenes
- Nuevas zonas
- Nuevos trajes
- Nuevos jefes
- Nuevas Mazmorras
- Nuevos Hi Ougi/Mystic Artes (incluyendo un combo con Yuri y Flynn)
- Nuevas escenas de animación
- Nuevas Sidequests
- Canciones nuevas
- Nuevas Artes
- Repede y Flynn como seleccionable en los avatares de la pantalla
- Modificaciones en los diálogos debido a los nuevos personajes.